# Ксаверув (Паб'яницький повіт)
Ксаверув (пол. Ksawerów) — село в Польщі, у гміні Ксаверув Паб'яницького повіту Лодзинського воєводства.
Населення — 6729 осіб (2011).
У 1975-1998 роках село належало до Лодзинського воєводства.

## Демографія
Демографічна структура станом на 31 березня 2011 року:
|          | Загалом | Допрацездатний вік | Працездатний вік | Постпрацездатний вік |
| -------- | ------- | ------------------ | ---------------- | -------------------- |
| Чоловіки | 3199    | 623                | 2185             | 391                  |
| Жінки    | 3530    | 614                | 2083             | 833                  |
| Разом    | 6729    | 1237               | 4268             | 1224                 |